# Nik Prelec
Nik Prelec (Maribor, 10 giugno 2001) è un calciatore sloveno, attaccante dell'Oxford Utd in prestito dal Cagliari.

## Caratteristiche tecniche
È un centravanti molto forte fisicamente ma, nonostante la stazza, in grado di esprimere una notevole velocità se lanciato.

## Carriera

### Club
Cresciuto nel settore giovanile dell'Aluminij, nel 2017 Prelec viene acquistato dalla Sampdoria.
Il 29 gennaio 2022 rinnova il suo contratto con i blucerchiati sino al 2023 e contestualmente viene ceduto in prestito all'Olimpia Lubiana.
Il 9 luglio 2022 viene ceduto a titolo definitivo agli austriaci del WSG Tirol.
Il 31 gennaio 2023, Prelec fa ritorno in Italia, unendosi a titolo definitivo al Cagliari, con cui firma un contratto valido fino al 30 giugno 2026.
Il 1º luglio 2023, fa ritorno al WSG Tirol con la formula del prestito. Lungo la stagione, segna nove reti e cinque assist in 34 presenze fra campionato e coppa.
Il 12 luglio 2024, Prelec rinnova il proprio contratto con il Cagliari fino al 30 giugno 2027, per poi essere ceduto contestualmente in prestito all'Austria Vienna, sempre nella massima serie austriaca.

### Nazionale
Nel corso degli anni ha giocato varie decine di partite con tutte le nazionali giovanili slovene comprese tra l'Under-15 e l'Under-19.
Nel 2021 viene convocato dalla nazionale Under-21 per il campionato europeo di categoria; il 24 marzo scende in campo nel match della fase a gironi contro la Spagna, il 27 marzo gioca e segna un'autorete nel pareggio 1-1 contro la Repubblica Ceca.

## Statistiche

### Presenze e reti nei club
Statistiche aggiornate al 12 luglio 2024.
| Stagione         | Squadra             | Campionato       | Campionato | Campionato | Coppe nazionali | Coppe nazionali | Coppe nazionali | Coppe continentali | Coppe continentali | Coppe continentali | Altre coppe | Altre coppe | Altre coppe | Totale | Totale | Totale |
| Stagione         | Squadra             | Comp             | Pres       | Reti       | Comp            | Pres            | Reti            | Comp               | Pres               | Reti               | Comp        | Pres        | Reti        | Pres   | Reti   |        |
| ---------------- | ------------------- | ---------------- | ---------- | ---------- | --------------- | --------------- | --------------- | ------------------ | ------------------ | ------------------ | ----------- | ----------- | ----------- | ------ | ------ | ------ |
| gen.-giu. 2022   | Olimpia Lubiana     | 1.SNL            | 11         | 1          | CS              | -               | -               | -                  | -                  | -                  | -           | -           | -           | 11     | 1      |        |
| 2022-gen. 2023   | WSG Swarovski Tirol | BL               | 13         | 6          | CA              | 2               | 0               | -                  | -                  | -                  | -           | -           | -           | 15     | 6      |        |
| gen.-giu. 2023   | Cagliari            | B                | 12+4       | 0          | CI              | -               | -               | -                  | -                  | -                  | -           | -           | -           | 16     | 0      |        |
| 2023-2024        | WSG Swarovski Tirol | BL               | 32         | 8          | CA              | 2               | 1               | -                  | -                  | -                  | -           | -           | -           | 34     | 9      |        |
| Totale WSG Tirol | Totale WSG Tirol    | Totale WSG Tirol | 45         | 14         |                 | 4               | 1               |                    | -                  | -                  |             | -           | -           | 49     | 15     |        |
| Totale carriera  | Totale carriera     | Totale carriera  | 72         | 15         |                 | 4               | 1               |                    | -                  | -                  |             | -           | -           | 76     | 16     |        |